# Пазмань, Петер
Петер Пазмань (Пётр Пазмани; венг. Pazmany Peter; 4 октября 1570, Орадя, Венгерское королевство — 19 марта 1637, Братислава, Венгерское королевство) — венгерский кардинал, философ, оратор, положивший начало венгерской литературной прозе. Архиепископ Эстергома с 28 ноября 1616 по 19 марта 1637. Кардинал-священник с 19 ноября 1629, с титулом церкви Сан-Джироламо-дельи-Скьявони с 31 мая 1632 по 19 марта 1637.

## Биография
Сын протестантских родителей, Пазмань в 13 лет принял католичество и впоследствии поступил в орден иезуитов. Пазмань позднее служил священником в Шале, Кошицах и Трнаве. Блестящий оратор, глубоко преданный католицизму, он с успехом защищал его интересы в Венгрии. В 1616 году стал деканом Турца, в том же году возведён в сан архиепископа и примаса Венгрии, а в 1629 году кардинала.
Его сочинения, в особенности написанный в 1613 г., по образцу Беллармина, «Hodegeus», важны как в литературном, так и в церковно-политическом отношении.
Он основал в 1623 г. венский «Pazmaneum» (семинария для клириков венгерских диоцезов), в 1635 году Трнавский университет, перенесенный впоследствии в Будапешт, и множество других католических учебных заведений. Его «Opera omnia» изданы Богнаром (Пешт, 1894 и сл.). Пазмань основал два францисканских монастыря — в Нове-Замки и Кремнице. Его именем назван Католический университет Венгрии.